# Sièges de Vannes (1342)
Pour les articles homonymes, voir Siège de Vannes.
Guerre de succession de Bretagne
Batailles
Les sièges de Vannes de 1342 sont une série de quatre sièges de la ville de Vannes ayant eu lieu en 1342. Les deux prétendants au duché de Bretagne, Jean de Montfort et Charles de Blois, se disputent la ville dans le cadre plus global de la guerre de succession de Bretagne (1341-1365). Les sièges successifs ruinent la ville et sa campagne et se soldent par une trêve conclue entre Anglais et Français signée en janvier 1343 à Malestroit. Sauvée du choc par le pape Clément VI, la cité est remise aux mains de ses légats mais reste néanmoins sous contrôle Anglais entre septembre 1343 et la fin de la guerre en 1365.

## Contexte
Au début du XIVe siècle, le duché de Bretagne est culturellement proche d'une partie des Îles britanniques et fait partie de la sphère d'influence économique de l'Angleterre, à laquelle elle fournit du sel.
Au XIIe siècle, les Plantagenêt règnent sur la Bretagne et la Maison d'Anjou profite des conflits entre les comtes de Nantes et les ducs de Bretagne pour prendre la tête du duché en 1156. Entre 1189 et 1204, les Plantagenêt Richard Ier Cœur de Lion puis Jean sans Terre s'opposent aux tentatives d'autonomie bretonnes, et la crise culmine avec l'assassinat supposé d'Arthur de Bretagne. Le duché bascule dans le giron capétien lorsque Philippe Auguste parvient à placer Pierre Mauclerc à sa tête.
Le duc de Bretagne Jean III meurt le 30 avril 1341 sans héritier direct et sans vouloir organiser sa succession. Charles de Blois, mari de la nièce du défunt duc Jeanne de Penthièvre, et Jean de Montfort, demi-frère de Jean III, revendiquent alors le duché. Dans un royaume de France déchiré par la guerre de Cent Ans, Blois s'allie aux Français, tandis que Montfort passe alliance avec les Anglais. Les deux prétendants décident alors de s'en remettre au jugement royal.
Sentant que le jugement du roi de France serait en faveur de Charles de Blois, son neveu, Jean de Montfort fait volte-face. Il s'empare du trésor ducal à Limoges et s'installe à Nantes, d'où il convoque les nobles bretons pour se faire reconnaître duc. Cette pratique ayant échoué – les barons bretons ne sont pas venus par peur des représailles – il entame alors en juin une chevauchée à travers le duché pour s'assurer le contrôle des places fortes. La ville de Vannes lui déclare alors allégeance.

## L'année 1342

### Premier siège

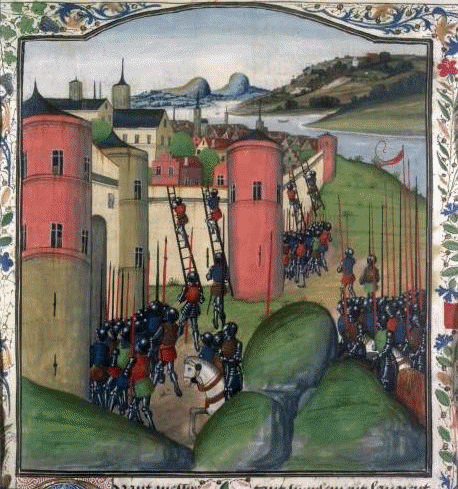
Premier siège de Vannes en 1342 par Jean de Wavrin.

En début d'année 1342, Charles de Blois se présente devant les murs de la ville, après avoir pillé et détruit une partie des faubourgs, extra muros. Le Conseil de ville entame des discussions avec celui-ci qui aboutissent à la reddition de la ville et au départ de Geoffroi de Malestroit, gouverneur de la cité, favorable à Jean de Montfort,. Geoffroi de Malestroit s'échappe vers Hennebont alors que Charles de Blois entre dans la ville. Il y reste cinq jours avant de repartir vers Carhaix.

### Deuxième siège

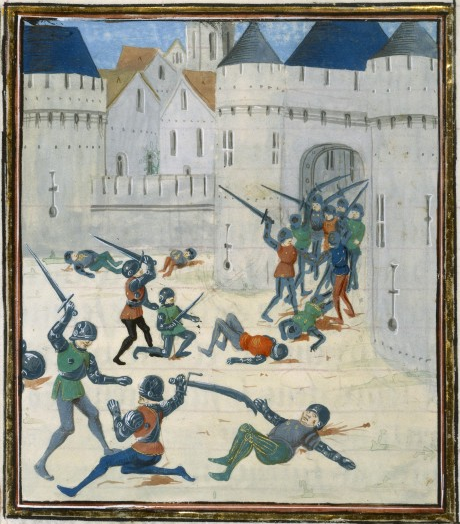
Second siège de Vannes

En octobre, Robert III d'Artois débarque à proximité de la ville à la tête de 10 000 soldats. Dans le même temps, Jeanne de Flandre, accompagnée de Gautier de Mauny, Guillaume de Cadoudal, Yves de Trésiguidy, de cent hommes d’armes et de cent archers, quitte Hennebont pour rejoindre Artois.
L'assaut sur les remparts de la cité est donné sur trois côtés par Artois, Gautier de Mauny et Tréziguidy. Les assiégeants doivent se replier devant la résistance menée par Olivier IV de Clisson. À la nuit tombée, Artois accompagné de William Montagu, comte de Salisbury, fait allumer des feux devant deux des portes de la ville et y attire la garnison de la ville. Pendant ce temps-là, une petite troupe menée par Gautier de Mauny et le comte de Quenfort attaque un pan de muraille abandonné de ses défenseurs. La troupe fait du tapage pour faire croire que la ville est envahie. La garnison vannetaise est prise à revers, une partie des défenseurs de la cité réussit à s'échapper tandis que l'autre est massacrée. La ville est revenue au giron montfortiste.
Le lendemain de la prise de la ville, la comtesse de Montfort arrive avec tous ses capitaines. Elle y reste cinq jours puis retourne à Hennebont avec Gauthier de Mauny laissant Robert d'Artois à la tête de la garnison anglo-bretonne. De leur côté, William Montagu et Yves de Trésiguidy partent vers Rennes.

### Troisième siège

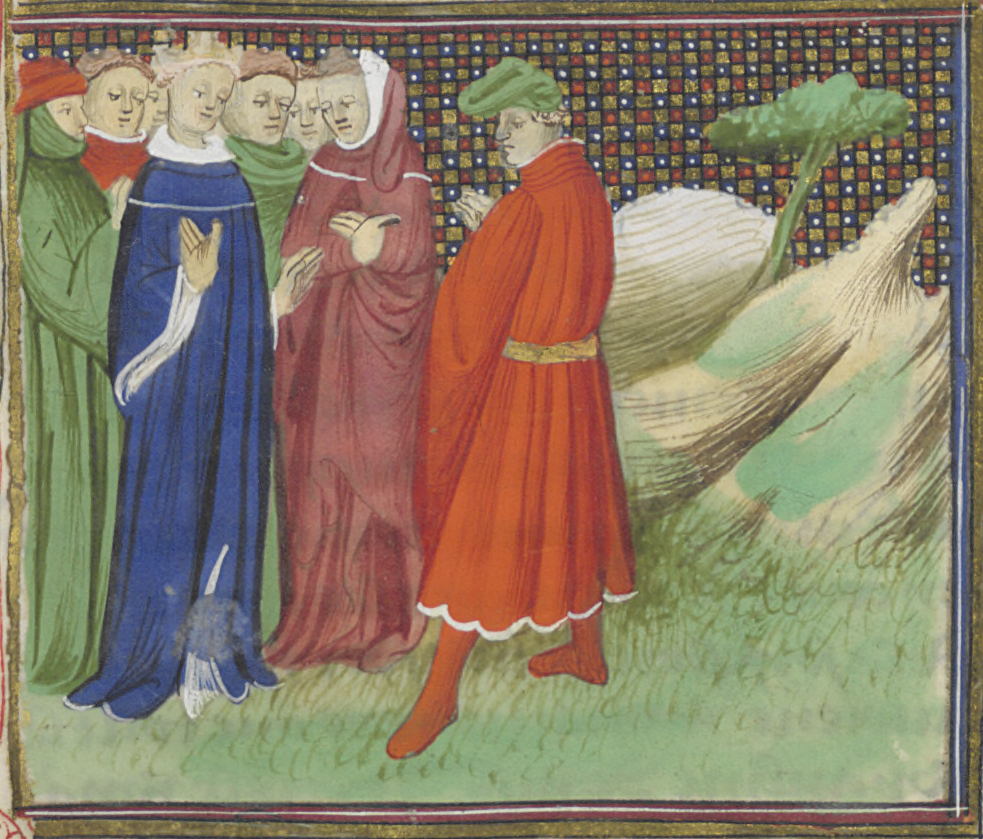
Édouard III d'Angleterre et Robert III d'Artois

Clisson, absent lors de la prise de la cité par d'Artois est piqué au vif. Le parti franco-breton veut reprendre la place perdue pour le compte de Charles de Blois. Clisson lève une troupe de 12 600 hommes, augmentée de celle de Robert II de Beaumanoir, maréchal de Bretagne, et font route vers la ville de Vannes. D'Artois n'a pas le temps de réunir des renforts et doit combattre avec les forces qu'il lui reste, en novembre. Malgré ces efforts, il ne peut empêcher la perte de la ville, les troupes blésistes entrant dans les brèches qui avaient servi au siège précédent et qui ne purent être réparées à temps. La ville est une nouvelle fois pillée. D'Artois reçoit, lors de ce siège, une blessure dont il mourra après quelque temps, après avoir été convoyé à Londres pour y être soigné. Vannes est redevenue blésiste.

### Quatrième siège
Apprenant cela, le roi d'Angleterre Édouard III décide de le venger. Il se rend en personne vers la Bretagne et met le siège devant trois villes bretonnes (Rennes, Vannes et Nantes). Dans le même temps, Louis d'Espagne et Antonio Doria, amiraux de France à la tête de cent galères et de trente navires, s'attaquent à tous les vaisseaux transportant armes et vivres aux anglais. Après avoir perdu plusieurs vaisseaux, Édouard III, afin de sauvegarder sa flotte, disperse sa flotte : une partie fut envoyée vers Brest et l'autre vers Hennebont. Tous les efforts des anglais sont concentrés sur Vannes dont le siège débute à partir du 5 décembre 1342. Dans une lettre à son fils, il décrit la ville comme étant la « meilleure ville de Bretagne après la ville de Nantes […], sur la mer et bien fermée ». En arrivant devant les remparts, il lance un assaut, soutenu par les défenseurs pendant six heures. Le siège s'installe dans la durée et les environs de la ville sont systématiquement pillés. Lors d'une des sorties journalières des assiégés, Clisson est fait prisonnier. Du côté des anglais, Ralph, baron de Stafford, est tenu prisonnier par les défenseurs de la ville. Entretemps, le roi de France Philippe VI a rassemblé une armée de 50 000 hommes sous les ordres de son fils, le futur Jean II. Celui-ci s'avançant en Bretagne, s'arrête du côté de Ploërmel. L'intervention de deux légats du pape Clément VI évite la confrontation entre les deux armées : ils obtiennent une trêve de trois ans, signée à Malestroit le 19 janvier 1343. Le siège de Vannes est alors levé et la ville remise de manière provisoire aux légats.

## Conséquences

### Occupation par les Anglais
Conformément aux stipulations de la trêve de Malestroit signée en janvier 1343, la ville est remise aux cardinaux légats de Clément VI qui y installèrent des gouverneurs. Pour Philippe VI, l'arrêt de Conflans règle la question de la succession de la succession de Jean III. La trêve est donc pour la cour de France et celle de Rome favorable à Charles de Blois. Les légats s'engagent donc à remettre ultérieurement la cité au roi de France.
Favorables à Jean de Montfort, les Vannetais ainsi que le clergé, se révoltent et chassent les agents pontificaux quelques mois après la signature de la trêve. Les troupes anglaises réoccupent la ville à partir de septembre 1343. Elles y resteront pendant 20 ans, jusqu'au traité de Guérande de 1365.

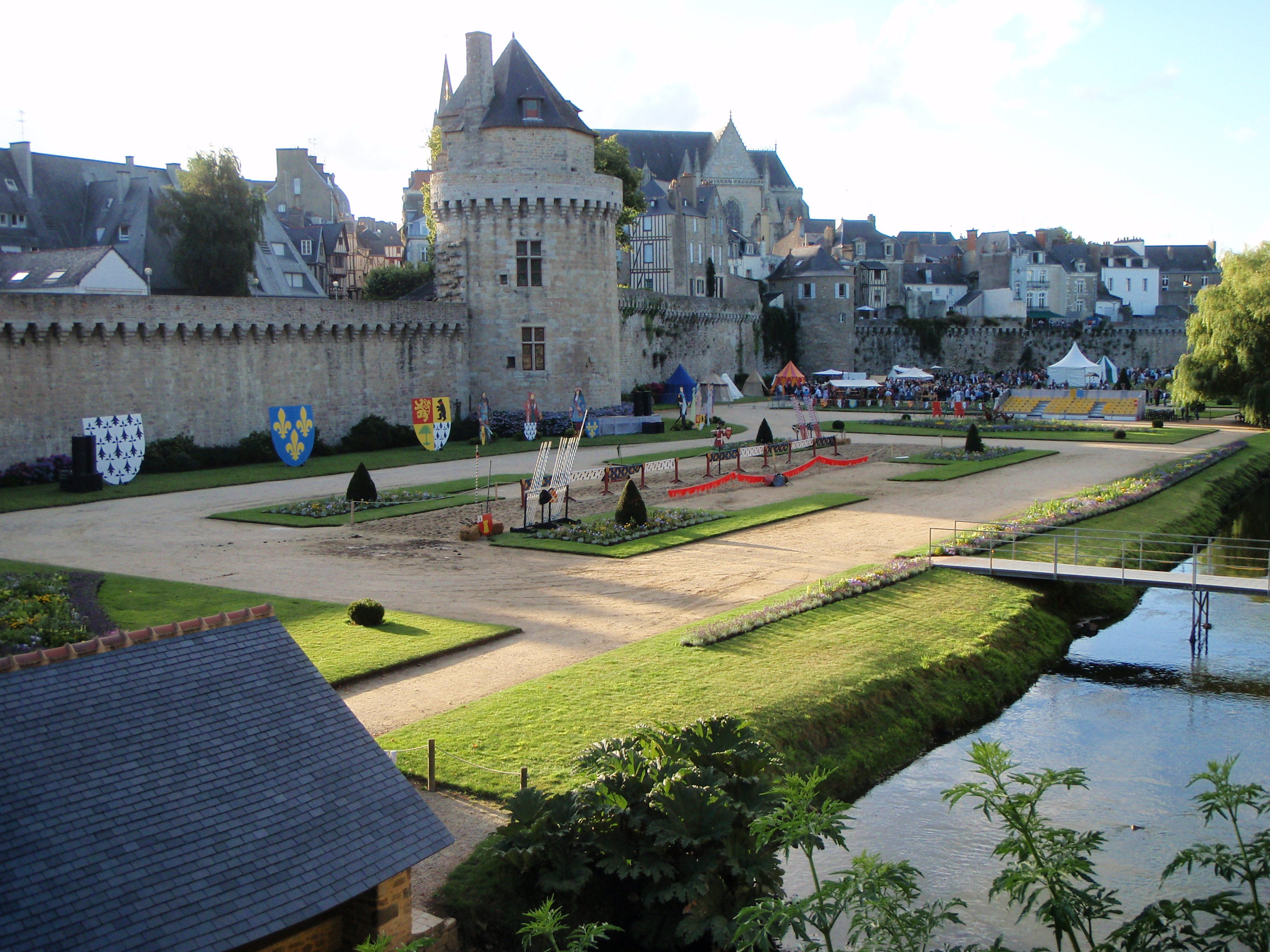
Seconde enceinte de Vannes.Murailles Est

Pour Vannes, cette occupation marque une activité ralentie : les faubourgs, les campagnes alentour sont détruits par la succession des sièges. La reconstruction ne peut avoir lieu tant que la guerre continue. Néanmoins, la cité profite de la situation prépondérante des Anglais en France et commerce de façon importante avec les ports occupés : Bordeaux, La Rochelle, par exemple mais aussi avec les ports de l'Angleterre. Par ailleurs, la communauté de ville obtient un renforcement de ses prérogatives et de son autonomie. Pour exemple, elle obtient d'envoyer des représentants aux États de Bretagne de 1352.
À partir de 1365, sous l'autorité du duc Jean IV, Vannes se remet à prospérer. Toutefois, les stigmates de la guerre passée sont encore très présents dans la morphologie urbaine. Le duc décide alors de remonter les murs détruits, de réparer les portes, et d'agrandir la muraille. L'enceinte urbaine est augmentée vers le sud jusqu'au port, la surface intra muros en est doublée. Voulant profiter de la situation plus centrale de la ville en son duché (par rapport aux villes de Rennes ou Nantes), il construit également la nouvelle demeure ducale : le château de l'Hermine. En 1379, après le retour d'exil du duc, Vannes deviendra le siège de la puissance ducale pendant plusieurs décennies.

### L'exécution d'Olivier IV de Clisson

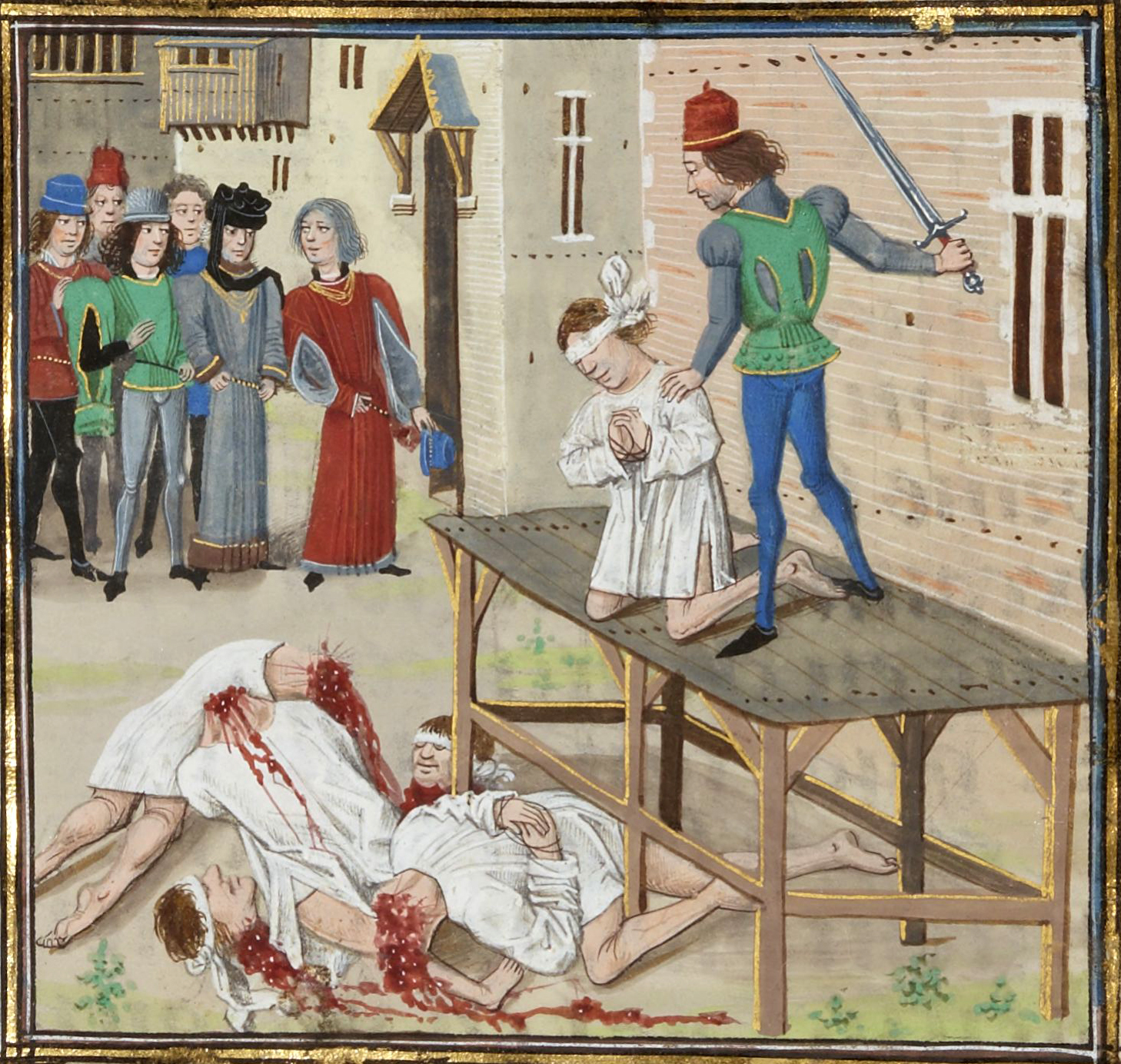
Exécution d'Olivier IV de Clisson par Loyset Liédet.

Olivier IV de Clisson est gouverneur militaire de Vannes pour le camp de Charles de Blois et du roi de France lorsque les Anglais prennent la ville après le quatrième siège de Vannes en 1342. Prisonnier, Olivier IV est conduit en Angleterre et libéré contre une somme relativement peu élevée. Du fait du montant selon eux anormalement faible de cette rançon, le roi de France Philippe VI et ses conseillers soupçonnent Clisson d'avoir intrigué avec le roi Édouard III d'Angleterre. Attiré par traîtrise à Paris, Olivier IV est exécuté par décapitation sur ordre du souverain français le 2 août 1343. Cette exécution expéditive choque la noblesse, la culpabilité de trahison n'étant à l'époque pas publiquement démontrée, puisque la décision a été le fait du roi, sans procès. De plus la notion de trahison ne s'entend pas à l'époque de la même manière pour les nobles : ils revendiquent le droit de choisir à qui rendre hommage, sans pour autant être indigne. Or l'exécution d'Olivier IV de Clisson s'accompagne d'une humiliation posthume : son corps est pendu par les aisselles à des fourches patibulaires au gibet de Montfaucon à Paris, puis sa tête exposée à la porte Sauvetout à Nantes, tandis que le reste de son cadavre est exposé aux portes de Paris, outrages réservés aux dépouilles des grands criminels.
La veuve d'Olivier IV, Jeanne de Belleville, fait jurer ses fils Olivier et Guillaume de venger leur père. Un grand nombre de seigneurs de Bretagne épousent sa cause ; et, avec eux, elle livre une guerre sans merci au roi et à Charles de Blois. Elle consacre sa fortune à lever une armée pour assaillir les troupes favorables à la France stationnées en Bretagne. Menacée sur terre, elle fait armer deux navires et accompagnée de ses deux fils, mène une guerre de piraterie contre les bateaux français. Cette épopée s'achève lorsque des vaisseaux du roi de France s'emparent des navires de Jeanne de Belleville qui peut s'échapper avec ses deux fils à bord d'une barque. Les cinq jours de dérive suivants sont fatals à Guillaume, qui meurt de soif, de froid et d'épuisement. Olivier et sa mère sont recueillis à Morlaix par des partisans des Montfort, ennemis du roi de France.

## Dans la fiction
Le second et troisième siège de Vannes font implicitement l'objet de la dernière scène du dernier épisode (Le Lys et le Lion) du feuilleton télévisé franco-italien Les Rois maudits réalisé en 2005. Dans cette scène, D'Artois, contrairement au fait historique, meurt directement des suites des blessures infligés lors du troisième siège à la place d'être rapatrié à Londres pour se faire soigner. Son inhumation en la cathédrale Saint-Paul est cependant mentionnée. La violence des combats est, bien qu'implicite, présente tout le long de la scène (ambiance, ruines, rivière engorgée de sang).